# Stokes (cratera marciana)
Stokes é uma cratera de impacto em Marte. Ela se localiza nas planícies setentrionais marcianas. Ela se distingue por suas dunas de areias escuras, que foram formadas pelos fortes ventos do planeta.
Esta cratera recebeu seu nome de George Gabriel Stokes.
Uma pesquisa publicada em julho de 2010 mostrou que esta é uma dentre no mínimo nove crateras nas terras baixas do norte que contém minerais hidratados. Estes são minerais argilosos, também chamados filossilicatos. 